# غواصة يو-154
كانت الغواصة يو-154 واحدة من 329 غواصة خدمت في البحرية الإمبراطورية الألمانية خلال الحرب العالمية الأولى. 